# 윤희율
윤희율(尹希律, 1948년 9월 29일 ~  )은 대한민국의 전 바둑 기사이다. 1975년 1회 여류입단대회의 조영숙 (현 三단)과 최초의 입단 동기였다. 

## 약력
1963년 여류왕위전에 출전하여 을조 1위를 차지했고 1967년 일본에서 개최된 제2회 한·일 학생친선바둑대회에 참가했다. 이후 쇼와약과대학에 입학하여 학업을 하면서도 바둑 공부를 계속하여 일본 아마추어 여류 본인방전에 출전하여 우승을 하기도 했다. 1975년에 열린 첫 여자입단대회를 통해 조영숙과 함께 프로 바둑에 입단했다. 1993년에 은퇴했다. 통산 전적은 총 88국 중 9승 79패이다. 